# مهدی‌شهر
سنگسر یا مهدی شهر یا سَنگسَر مرکز شهرستان مهدی شهر در استان سمنان است. مهدی شهر در ۱۵ کیلومتری شمال شهر سمنان واقع شده است و از سمت شمال با شهریارکوه از رشته‌کوه‌های البرز و شهر کیاسر (از شهرهای استان مازندران) از سمت غرب با سرخه (از شهرهای استان سمنان) و فیروزکوه (از شهرهای استان تهران) و از سمت شرق با دامغان (از شهرهای استان سمنان) ارتباط دارد. موقعیت جغرافیایی این شهر، ۵۳ درجه و ۲۱ دقیقه طول جغرافیایی و ۳۵ درجه و ۴۳ دقیقه عرض جغرافیایی می‌باشد. و ارتفاع مرکز آن از سطح دریا ۱٬۶۳۰ متر است.
این شهر مرکز و خاستگاه عشایر ایل سنگسری است. بنا به مصوبهٔ شورای انقلاب اسلامی مورخ ۱۳۵۸/۱۱/۱۷ نام شهر سنگسر به مهدی شهر تغییر پیدا کرد.

## جمعیت
به گواهی آمارهای سرشماری، مهدی‌شهر در دهه ۳۰ شهری کاملاً مهاجر فرست بوده است، به‌طوری که جمعیت آن از ۱۴۵۰۰ نفر در سال ۱۳۲۹ به ۹۱۰۱ نفر در سال ۱۳۳۵ کاهش یافته است. این شهر در سال ۱۳۳۵ سومین شهر پرجمعیت استان سمنان بوده است که به تدریج به جایگاه پنجم تنزل پیدا کرده است.
اما با فعال شدن صنعت در این شهر، مجدداً از سال ۱۳۵۵ روند رشد جمعیتی ادامه می‌یابد به‌طوری که هم‌اکنون رشد جمعیت مهدیشهر ۲٫۳٪ است.
در سرشماری سال ۱۳۹۵ مشخص شد شهرستان مهدی‌شهر ۴۷ هزار و ۴۷۵نفر جمعیت در ۱۵ هزار و ۲۲۶ خانوار دارد که شامل ۲۳ هزار و ۸۴۴ نفر مرد و ۲۳ هزار و ۶۳۱ نفر زن و ۴۱ هزار و ۶۷۳ نفر جمعیت شهری و ۵ هزار و ۸۰۲ جمعیت روستایی است.
نتایج سرشماری‌های سنگسر در سال‌های مختلف:
| سال   | ۱۳۲۹   | ۱۳۳۵  | ۱۳۴۵   | ۱۳۵۵   | ۱۳۶۵   | ۱۳۷۵   | ۱۳۸۵   | ۱۳۹۵   |
| جمعیت | ۱۴٬۵۰۰ | ۹٬۱۰۱ | ۱۰٬۲۴۴ | ۱۰٬۶۵۹ | ۱۴٬۳۶۶ | ۱۶٬۴۵۳ | ۲۱٬۰۰۶ | ۲۴٬۴۸۵ |

## آب و هوا

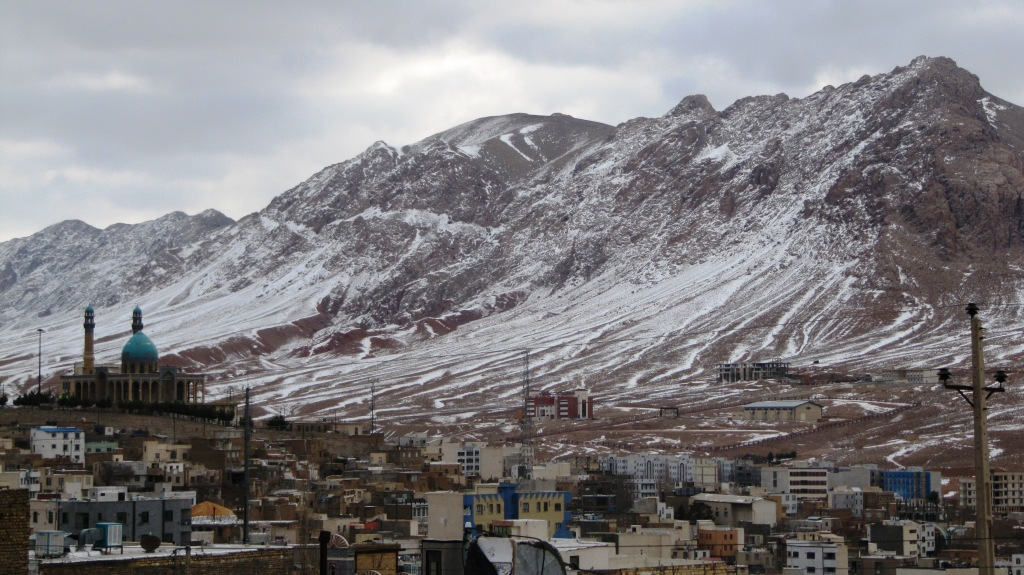
عکسی از یک صبح زمستانی در سنگسر

شهر مهدیشهر همانند سایر شهرهای شمالی استان سمنان دارای آب و هوای کوهستانی است. این شهر به‌دلیل قرار گرفتن در مجاورت رشته‌کوه‌های البرز دارای آب و هوایی ملایم و مطبوع در تابستان می‌باشد و در عوض در زمستان بیشتر روزها پوشیده از برف و دچار یخبندان بوده و گاه و بیگاه راه‌های آن بسته می‌شود. طبیعی است که در اینگونه مناطق هرچه ارتفاع از سطح دریا افزایش یابد بر میزان رطوبت و بارندگی افزوده و برعکس از حرارت هوا کاسته می‌شود. در سلسله جبال البرز نقطه‌ها تا ۸۵۰ میلی‌متر و در کویر تا ۲۵ میلی‌متر باران در سال اندازه‌گیری شده است.

## زمین‌شناسی
از لحاظ زمین‌شناسی مهدیشهر قسمتی از چین‌خوردگی‌های دامنه جنوبی البرز می‌باشد و همان تشکیلات زمین‌شناسی را داراست و آثار دوران‌های چهارگانه زمین‌شناسی را به خوبی و اکثراً به آسانی می‌توان در آن مورد مطالعه قرار داد. از دوره ژوراسیک قسمت‌های آهکی در سنگسر وجود دارد که چشمه راوند را در بر می‌گیرد. از دوره ژوراسیک و کِرتاسه نیز تشکیلاتی در گل رودبار و غار دربند وجود دارد. از دوره سوم در قسمت شمال و شمال شرقی تشکیلاتی از دوره ائوسن دیده می‌شود.

## مردم‌شناسی
در گذشته، سنگسری‌ها زندگی عشایری داشتند که دامنه کوچ آنها از استان‌های تهران و مازندران تا گلستان و خراسان را دربرمی‌گرفت ولی اکنون بیشتر مردم شهرنشین گشته‌اند. عشایر سنگسری در استفاده از شیر گوسفند مهارت خاصی دارند و انواع لبنیات مرغوب و منحصربه‌فرد خود را از آن تهیه می‌کنند که تعداد این لبنیات به بیش از ۳۰ نوع می‌رسد که مهم‌ترین آنها: ماست، دوغ، آرشه، پنیر، خورش، لور، چیکو، کشک، وارعون و … می‌باشد. همچنین گوسفندان سنگسری از حیث پرواری بی‌نظیراند و محصول گوشت آنها تقریباً ۶۰٪ وزن گوسفند پیش از ذبح شدن است.

## محله‌ها
انواع محله‌های قدیمی و جدید مهدیشهر بدین شرح است:
- قلی کش
- کوی اوقاف
- کوی امامزاده علی‌اکبر
- الله صفه
- کوی دانشگاه
- پسته لو
- شهرک انقلاب
- طالب آباد
- شهرک خاتم الانبیا
- شهرک فاطمیه
- بخوسر
- شهرک شهدا
- مسکن مهر
- دهکده پارسیان
- شهرک المهدی
- پاپالو
- چالا
- رابند
- ژورنده
- گلشهر
- زیارت
- شهرک ۱۱ هکتاری
- شهرک گلها
- دردشت
- چیک چیک لوبار
- دربند
- کئوتول
- سرچشمه
- لیتو
- گل رودبار
- ناحیه صنعتی

## پیشینه تاریخی

غار دربند مهدیشهر از غارهای جالب و دیدنی برای گردشگران و محققان

سابقه تاریخی این شهر به پیش از اسلام و حتی به زمان سلسله‌های پیشدادی می‌رسد. در شاهنامه فردوسی از سنگسر که همان سکسر یا سکسار باشند سخن رفته است. در روایات ملی و حماسه‌های ایران نیز از سکسر و سکساران یاد شده. همچنین به سگساران در چندین جا از شاهنامه فردوسی اشاره شده است، از جمله رای زدن تورانیان از جنگ ایران:
| ز بز گوش و سگسار و مازندران |  | کس آریم با گرزهای گران |

در فرهنگ شاهنامه، ذیل کلمه سگسار آمده است: «از مرز و بوم‌هایی که داهیان در آن جای گرفتند». و راجع به داهیان در ذیل کلمه سکزی می‌خوانیم: «... داه گروهی بودند از آرین که در دشت خوارزم جای گرفتند و پس از آن در کنار جنوبی دریای خزر جایگیر شدند. از … آنان مردم بستوه آمدند. پادشاه ایران گروه داه را پراکنده‌ساخت. یکدسته از آنان را به زابلستان کوچانید و آنان را سکزی خواندند … و دشت خوارزم داهستان نامیده شد که مخفف آن دهستان است و اکنون به دهستان معروف است و یکدسته از گروه داه را در زمینی جای دادند در طبرستان ...». به این ترتیب می‌توان گفت سنگسر که در نواحی جنوبی دریای خزر قرار دارد جزئی از سگسار باستانی است و سنگسری‌ها از بازماندگان داهیان و با مردم سیستان (سجستان) و خوارزمیان قدیم از یک نژاد می‌باشند.
مردم این دیار از دیر باز در پاسداری از سرزمین ایران پیش قدم بوده که به عنوان نمونه می‌توان به موارد زیر اشاره کرد:
- در جنگ شاه طهماسب اول با سلطان سلیمان قانونی (شاه عثمانی) تعداد کمی از سربازان سنگسری (حدود ۲۰۰ نفر) جلو ارتش عظیم عثمانی را سد کردند و همگی کشته شدند تا سپاه ایران بتواند فرصت عقب‌نشینی و تجدید قوا را پیدا نموده و از نابودی کامل نجات یابد.[۲۲]
- در نبرد مهماندوست اشرف افغان با نادرشاه، جزء سربازان نادرشاه بودند و رشادت زیادی از خود نشان دادند.[۲۳]
- اسماعیل‌خان، ذوالفقارخان، مطلب‌خان، محمدعلی‌خان و عیسی‌خان مردانی بسیار متهور و جنگجو بوده که در بیشتر جنگ‌های مهم دوره فتحعلی شاه حضور داشته و پیروزی‌های نمایانی بدست آوردند. در رویداد جدایی افغانستان سردار ذوالفقارخان سنگسری فرماندهی سپاه ایران را بعهده داشت و دوبار افغان‌ها را شکست داد.[۲۴]
- از سال ۱۳۰۷ سنگسر دارای شهرداری مردمی بوده و در سال ۱۳۱۴ به‌عنوان چهارمین شهر استان سمنان توسط وزارت کشور به رسمیت شناخته شد. ناحیه سنگسر تا قبل از شهریور ۱۳۲۰ دارای فرمانداری نظامی بود که دودانگه و چهاردانگه و نقاط دیگری از شهرستان ساری سابقاً جزء آن بوده است. یادآوری می‌شود که در فرهنگ جغرافیایی ایران که در سال ۱۳۲۹ چاپ شده است، این ناحیه با حدود و مشخصات کنونی به عنوان بخش سنگسر آمده است.[۲۵] این بخش در ۱۳۸۷ به شهرستان مهدیشهر ارتقاء یافت.[۲۶] شایان ذکر است شهمیرزاد تا پیش از سال ۱۳۴۰ که سمنان به فرمانداری کل ارتقاء یافت جزئی از استان دوم یعنی استان مازندران بوده است.[۲۷]

### جغرافیای تاریخی سنگسر
مورخان عرب در دوران پس از اسلام سنگسر را در کتاب‌های خود رأس الکلب ثبت کرده‌اند و این جمله ترجمه اشتباهی از نام سگسر است که در کتاب‌های آنان راه یافته و به همین صورت گفته شده است.

## اماکن گردشگری

مناره تاریخی مسجد پامنار

- پارک آبشار مهدی‌شهر
- غار دربند مهدیشهر
- حسینیه المهدی
- موزه عشایری ایل سنگسر
- عمارت کیپور (خیل خان مهدیشهر)
- دیواره صخره‌نوردی سنگسرسل
- کافر قلعه
- امامزاده قاسم
- چشمه گل رودبار
- پارک گل‌های داوودی
- موزه سنگ و فسیل
- پارک بزرگ سنگسر (واقع در دربند)
- مسجد پامنار مهدیشهر
- آب انبار تاریخی مهدیشهر
- امامزاده علی اکبر مهدیشهر
- حسینیه اعظم مهدیشهر
- خانه ابراهیم خان
- شهربازی کوهستان
- چشمه‌های آب گرم

## صنعت
اقتصاد و فلسفه وجودی شهر مهدی‌شهر، بر صنعت و دامداری آن، استوار است. به گواهی آمارهای موجود در سال ۱۳۸۷، صنعت مهدی‌شهر ۲۳ درصد از سهم صادرات استان سمنان به خارج از کشور را به خود اختصاص داده است.
پایه‌گذاری صنعت در شهرستان مهدی‌شهر، به دهه ۱۳۵۰ شمسی بازمی‌گردد. در این دهه هژبر یزدانی سرمایه‌دار فقید سنگسری، طرح ایجاد ۱۳ کارخانه عظیم را در جنوب غربی مهدی‌شهر به اجرا درآورد. تا پیش از وقوع انقلاب ۵۷ و کوچ اجباری او به کاستاریکا، وی سه کارخانه ریسندگی پاکریس، کفش اطمینان و پی وی سی، را به‌ثمر نشاند و سنگسر آنروز عملاً به شهری مهاجرپذیر بدل شد.
پس از خروج او از کشور، روند رشد صنعت مهدی‌شهر پس از وقفه‌ای طولانی مدت باردیگر سیر صعودی یافت و به تدریج واحدهای دیگری در کنار کارخانجات هژبر یزدانی شکل گرفت. عمده صنعت مهدی‌شهر مربوط به قطعه سازی خودرو، صنعتی سازی ساختمان، صنایع UPVC، صنعت کاشی، سیمان، گچ و صنایع تولید کفش است.
از جمله بزرگ‌ترین واحدهای این شهر می‌توان به کارخانه تولید ملات خشک، کارخانجات گروه صنعتی روستا (وابسته به شرکت سایپا)، کارخانجات قطعه سازی غرب استیل، کارخانجات کفش نوید بهمن، کارخانه کاشی سمنان، کارخانجات نوین خزر، سیمان، گچ الماس، پی وی سی و … اشاره کرد.
هم‌اکنون شهر مهدی‌شهر دارای ۳ شهرک صنعتی است که در جنوب و جنوب غرب آن استقرار یافته‌اند. این شهرک‌ها زمینه اشتغال بیش از ۸۰۰۰ نیروی کار را فراهم کرده‌اند.
اطلاعات شهرک‌های صنعتی مهدی‌شهر بدین شرح است.
- شهرک صنعتی غنچه انگوری (با مساحتی حدود ۸۰ هکتار در ۲ کیلومتری جنوب غرب مهدی‌شهر)
- شهرک صنعتی گل رودبار (با مساحتی حدود ۱۳۰ هکتار در غرب مهدی‌شهر)
- شهرک صنعتی مهدی‌شهر (با مساحتی حدود ۲۰۰ هکتار در ضلع غربی جاده سمنان - مهدی‌شهر و وابسته به شرکت شهرک‌های صنعتی استان سمنان)

### نخستین کارخانه ملات خشک سیستماتیک ایران
نخستین کارخانه ملات خشک سیستماتیک کشور و خاورمیانه که با سرمایه‌گذاری دولتی ساخته شده است، در شهر مهدیشهر (سنگسر) قرار دارد و سالانه ۱۰۰ هزار تن ملات خشک تولید می‌کند.

## زبان
زبان سنگسری(ISO/DIS ۶۳۹–۳) عضوی از شاخهٔ شمال غربی زبان‌های ایرانی است و با زبان سمنانی، سرخه‌ای، و لاسگردی نزدیکی و شباهت خاصی دارد.
زبان سنگسری در تاریخ معاصر مورد تجزیه و تحلیل بسیاری از کارشناسان و خبرگان رشته زبان‌شناسی قرار گرفته است.
برای نمونه پروفسور ویندفوهر استاد دانشگاه میشیگان آمریکا، در سال ۱۹۶۵ رساله دکترا خود را با موضوع «ریخت‌شناسی افعال زبان سنگسری» ارائه داد.
همچنین پروفسور چراغعلی اعظمی سنگسری در رساله‌ای مجزا و با همکاری پروفسور ویندفوهر، کتابی ماندگار با عنوان «واژه‌نامه سنگسری» نوشته است که بسیاری از افعال و کلمات موجود در این کتاب دیگر بین اهالی سنگسر تکلم نمی‌شود.
اهالی مهدی‌شهر زبان فارسی را نیز به‌خوبی صحبت می‌کنند ولی در بین خود ترجیح می‌دهند که با زبان خویش حرف بزنند که در این صورت دیگران از آن چیزی سر درنمی‌آورند.
در این زبان دوواکه اختصاصی وجود دارد که در دیگر زبان‌ها نظیر آن را کمتر می‌توان دید یکی واکه مرکزی به نام «شوا» و دیگری واکه افراشته گرد «ؤ» است که اولی نیز در زبان کردی هم دیده می‌شود ولی واکه دومی درزبان‌های دیگر ایرانی یافت نشده است.[منبع:بررسی زبان سنگسری،صباغیان]
رزم‌آرا در کتاب فرهنگ جغرافیایی ایران دربارهٔ زبان سنگسری می‌نویسد:

«زبان سنگسری مخلوط به تاتی و راجی است.»

## عشایر ایل سنگسری

نمایی از گوت (سیاه چادر عشایر ایل سنگسر) در ییلاق دماوند

سنگسری‌ها شاخص‌ترین کوچندگان دامنه‌های البرز هستند. آنها طولانی‌ترین مسیر کوچ جهان را طی می‌کنند به طوری که فاصلهٔ دورترین نقطهٔ ییلاقی و قشلاقی آنان به بیش از ۱۵۰۰ کیلومتر می‌رسد. برنارد هوکارد محقق مشهور اروپایی نیز معتقد است عشایر ایل سنگسری طولانی‌ترین مسیر کوچ رو جهان را دارا هستند.
سیاه چادر عشایر سنگسری که «گوت» نام دارد منحصربه‌فرد است و از ساختار ویژه‌ای برخوردار است. تقسیمات داخلی سیاه چادر سنگسری همسان معماری ایرانی است. پلاس سنگسری کف آن را مفروش و دیوارهای نقش دار، فضای داخل چادر را به محل میهمانان، خانواده و آشپزخانه تفکیک می‌کنند. دست بافته‌ها و آویزه‌های بسیاری که دارای نقش و رنگ هستند در داخل چادرها کاربرد دارند.
عشایر ایل سنگسری از شیر گوسفند و بز، ۳۲ نوع محصول لبنی تولید می‌کنند. همچنین آنان در تولید نوعی شکلات محلی به نام چیکو تبحر خاصی دارند. چیکو و روغن زرد که ماحصل تلاش عشایر سختکوش ایل سنگسر است، بخشی از سوغات مهدی‌شهر را تشکیل می‌دهد.
عشایر سنگسری در استفاده از شیر گوسفند، مهارت بخصوصی دارند و انواع لبنیات؛ و منحصربه‌فرد خود را از آن تهیه می‌کند که تعداد این لبنیات، به بیش از ۳۲ نوع می‌رسد و مهم‌ترین آنها ماست، آرشه، دوغ خورش، ماست چکیده، کره، پنیر، چیک کو توک، مامایی وو، سزمه و دیگر موارد این چنینی است.
از دیگر سوغات مهدیشهر فرش دستباف، جاجیم، پلاس قالیچه ابریشمی و مواردی از این دست است.
امروزه بخش‌هایی از مراتع استان‌های سمنان، تهران، قزوین، قم، مرکزی، مازندران، گلستان، گیلان، خراسان رضوی، خراسان شمالی و خراسان جنوبی و اصفهان همچنان در اختیار عشایر ایل سنگسر قرار دارد.
شهر مهدی‌شهر (سنگسر)، مرکز شهرستان مهدی‌شهر، خاستگاه ایل سنگسری است که خانوارهای عشایری از اواخر شهریور تا اواسط خرداد ماه در آن سکونت دارند.

## گوسفند سنگسری
گوسفند سنگسری نوعی نژاد منحصر بفرد از دام سنگسری و از انواع نژاد گوسفند گوشتی در ایران است. خاستگاه گوسفند سنگسری مراتع عشایر ایل سنگسر در شهرستان مهدیشهر و تعدادی از استان‌های همسایه است. همچنین گوسفندان سنگسری از حیث پرواری بی‌نظیراند و محصول گوشت آن‌ها تقریباً ۶۰٪ وزن گوسفند پیش از ذبح شدن است.

## دانشگاه‌ها
نگاره ای از دانشگاه آزاد مهدیشهر
قدمت دانشگاه در شهر مهدی‌شهر به سال ۱۳۶۷ بازمی‌گردد. در این دوره، دانشکده روان‌شناسی و علوم تربیتی به همت خیرین مهدی‌شهر، بویژه زنده یاد 'عزیز نورانی، حاج حسین متولیان، حاج حسین طاهرزاده، حاج احمد حامدی، حاج حسین یوسفیان  در منطقه دربند مهدی‌شهر احداث شد. متأسفانه در مدت بیش از ۲۰ سال به دلیل سایه سنگین مرکز استان بر روی این شهر، هیچگونه توجهی از سوی دولت به توسعه واحدهای دانشگاهی مهدی‌شهر صورت نپذیرفت. اما از سال ۱۳۸۵ به بعد به بتدریج دانشگاه‌های آزاد، پیام نور و علمی کاربردی، در این شهر فعال شدند که بجز دانشگاه پیام نور، باقی مراکز آموزشی از هزینه بخش خصوصی اداره می‌شود. واحدهای دانشگاهی مهدی‌شهر هم‌اکنون پذیرای بیش از ۳۰۰۰ دانشجوست.
فهرستی از دانشگاه‌های مستقر در شهر مهدی‌شهر:
- دانشکده روان‌شناسی و علوم تربیتی مهدی‌شهر
- دانشگاه آزاد اسلامی واحد مهدی‌شهر
- دانشگاه پیام نور مهدی‌شهر
- دانشکده منابع طبیعی مهدی‌شهر
- دانشگاه علمی کاربردی مهدی‌شهر (زیر نظر کارخانجات غرب استیل)
- دانشگاه علمی کاربردی بهزیستی مهدی‌شهر

## محصولات لبنی
عشایر ایل سنگسری از شیر میش و بز، بیش از ۳۲ نوع محصول لبنی تولید می‌کنند که برخی از آنها همچون وارغون (روغن سبز)، آروشه و لورئین در نوع خود منحصر به فرد است. لازم بذکر است آروشه غذای کامل بحساب می‌آید زیرا حاوی مقادیر زیادی کلسیم و منیزیم می‌باشد.
همچنین آنان در تولید نوعی شکلات محلی به نام چیکو تبحر خاصی دارند. چیکو و روغن سبز که ماحصل تلاش عشایر ایل سنگسر است، بخشی از سوغات سنگسر را تشکیل می‌دهد.
از دیگر فراورده‌های لبنی عشایر سنگسر می‌توان به شیر، ماست، توک، کره، خورش، رغون، درنه، سزمه، دوونه (کشک)، سه جو، تفره و … اشاره کرد.

## صنایع دستی

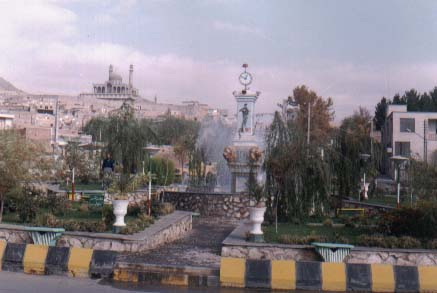
میدان شهدای مهدیشهر در گذشته

صنایع دستی سنگسری‌ها شامل قالی بافی، نمد مالی، گلیم و جاجیم بافی و همچنین بافتن پارچه‌های کمابیش ظریف مانند چادر، برک، شال، مقنعه و … می‌باشد. اندازه قالی‌ها معمولاً بزرگ نیست و کمتر به بافتن قالی‌های بزرگ دست می‌زدنند. بافت نوعی قالی در آن جلب توجه می‌کند که همان قالی خود رنگ که در برخی نقاط دیگر ایران هم بافته می‌شود. در این نوع قالی از رنگ طبیعی پشم (سفید، سیاه، خاکستری، قهوه‌ای، میشی و …) استفاده می‌کنند. همچنین زنان سنگسری دارای لباس‌های ویژه‌ای هستند مانند «ساخته مکنه» که روسری ابریشمین خوش رنگ و نگاری است که قرن‌ها آن را بافته، زینت داده و به ترتیب خاصی می‌بندند.
ترمه یکی از صنایع دستی بافته شده توسط زنان سنگسری می‌باشد که در رنگ‌های مختلف و به منظور پارچه برای تهیه لباس‌هایی مانند روسری، کت و شلوار و … مورد استفاده قرار می‌گیرد.

## معادن
در این منطقه معادن متعددی از جمله معادن سنگ ساختمانی، لاشه، خاک نسوز، کوارتزیت،
دولومیت، آهن، سرب، گچ، آهک سفید، سنگ شیشه، معدن سیلیس و… وجود دارد.[۸]

## ورزش
شهرستان مهدی‌شهر از قطب‌های اصلی هاکی در ایران است و این منطقه همواره تعدادی بازیکن در اردوهای تیم ملی دارد. در یکی از میدان‌های اصلی این شهر تندیس بازیکن هاکی قرار دارد. همچنین با توجه به پیشینه عشایری، یکی از تفریحات مردم مهدی‌شهر اسب‌سواری است.
همچنین آقایان عباس اروئی، امیر اروئی، حمید نورانیان در تیم ملی برای نخستین بار مقام سوم جهان را بدست آوردند.

## مشاهیر
- پرویز ثابتی قائم مقام و رئیس اداره سوم ساواک
- سردار اسماعیل خان سنگسری فرمانده ارتش در زمان قاجار
- ذوالفقارخان سنگسری فرمانده ارتش در زمان قاجار
- هژبر یزدانی فعال اقتصادی و تاجر
- احمد قلعه‌بانی سیاستمدار و مدیر دولتی
- ناصر حسینی مهر کارگردان و پژوهشگر تئاتر
- کیوان مصباحی خوشنویس
- مجید درخشانی آهنگساز
- عباس شهریاری، نقاش و مجسمه‌ساز[۵۰]
- سید حمید روحانی مورخ
- چراغعلی اعظمی نویسنده و پژوهشگر
- عباس معروفی نویسنده
- حیدر مستخدمین حسینی اقتصاددان
- قدرت‌الله احسانی کارگردان و هنرپیشه
- احمد نادعلیان هنرمند
- علی اکبر صفائیان نقاش
- محمدقلی نادعلیان پژوهشگر
- منصور حسینی، نگارگر مینیاتوریست
- حبیب دانایی‌فرد، مجسمه‌ساز
- اسکندر سیف‌علیان، پژوهشگر
- امیر رزمجو، نویسنده
- کوروش زولانی، آهنگساز بین‌المللی و نوازنده سنتور[۵۱][۵۲]

## قطب دامپروری

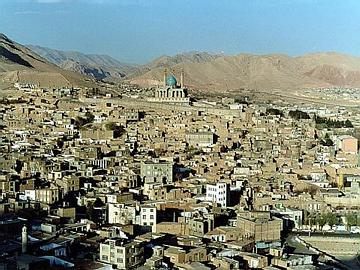
نمایی از مهدیشهر یا سنگسر

در جریان سفر هیئت دولت به استان سمنان در آبان ۱۴۰۰ و همچنین سفر ویژه ابراهیم رئیسی به مهدیشهر مصوب شد در آینده نزدیک مهدیشهر به قطب دامپروری کشور تبدیل شود.

## شهرهای خواهرخوانده
| تاریخ | کشور  | شهر خواهرخوانده |
| ----- | ----- | --------------- |
| ۲۰۲۴  | ایران | ایرانشهر        |

## نگارخانه

غار دربند مهدیشهر
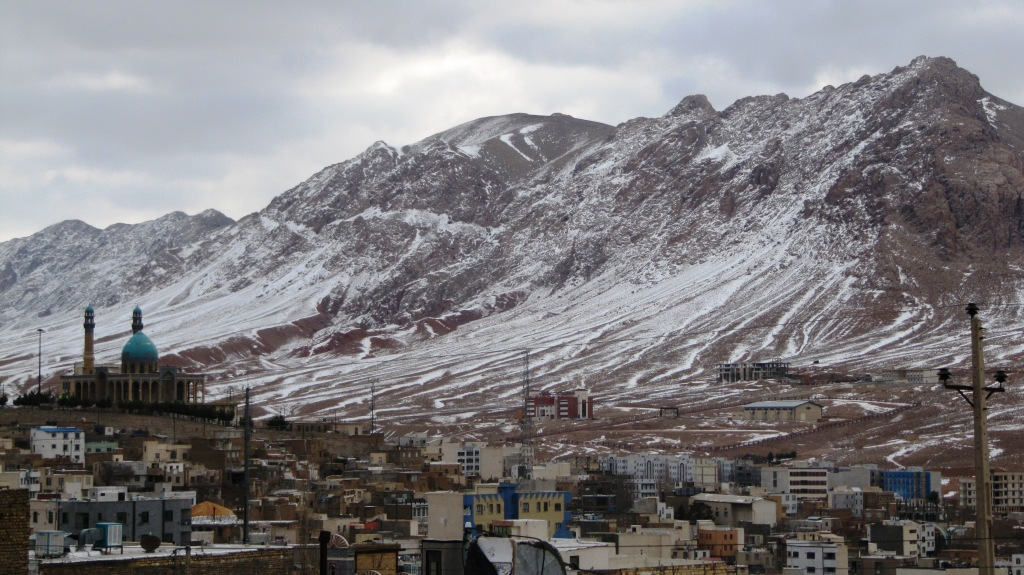
صبح زمستانی در مهدیشهر
نمایی از گوت ( سیاه چادر عشایر ایل سنگسر ) در ییلاق دماوند
نمایی از پارک آبشار مهدی‌شهر
پیکره آرش کمانگیر واقع در پارک آبشار مهدی‌شهر، بر فراز کوه تاسوعا
عمل آوری آرشه و وارهون، از محصولات لبنی منحصربه‌فرد عشایر ایل سنگسر
نمایی از داخل گوت (سیاه چادر ایل سنگسر)
نمایی از عمارت تاریخی خانه کیپور مهدی‌شهر
سراسرنمای مهدی‌شهر ( سنگسر )
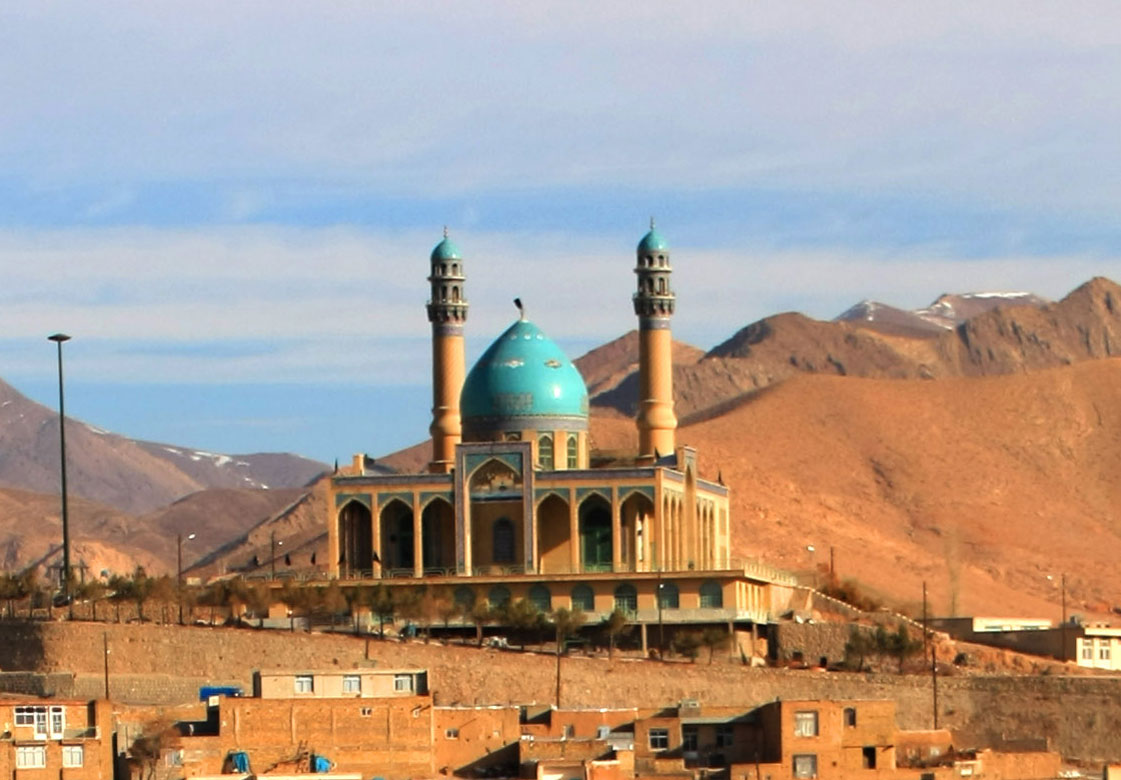
حسینیه المهدی
پارک آبشار
نمایی از منطقه دربند سنگسر ( مهدی‌شهر ). کوه لهرد و دهانه غار دربند نیز در این تصویر مشخص است.
کوه گل رودبار مهدیشهر
مکنه ابریشمین قرمز رنگ ویژه نوعروسان، از محصولات تولیدی زنان عشایر سنگسر
گردو، از محصولات کشاورزی دربند مهدی‌شهر
دیواره صخره نوردی سنگسر سُل واقع در شمال مهدی‌شهر (سنگسر)
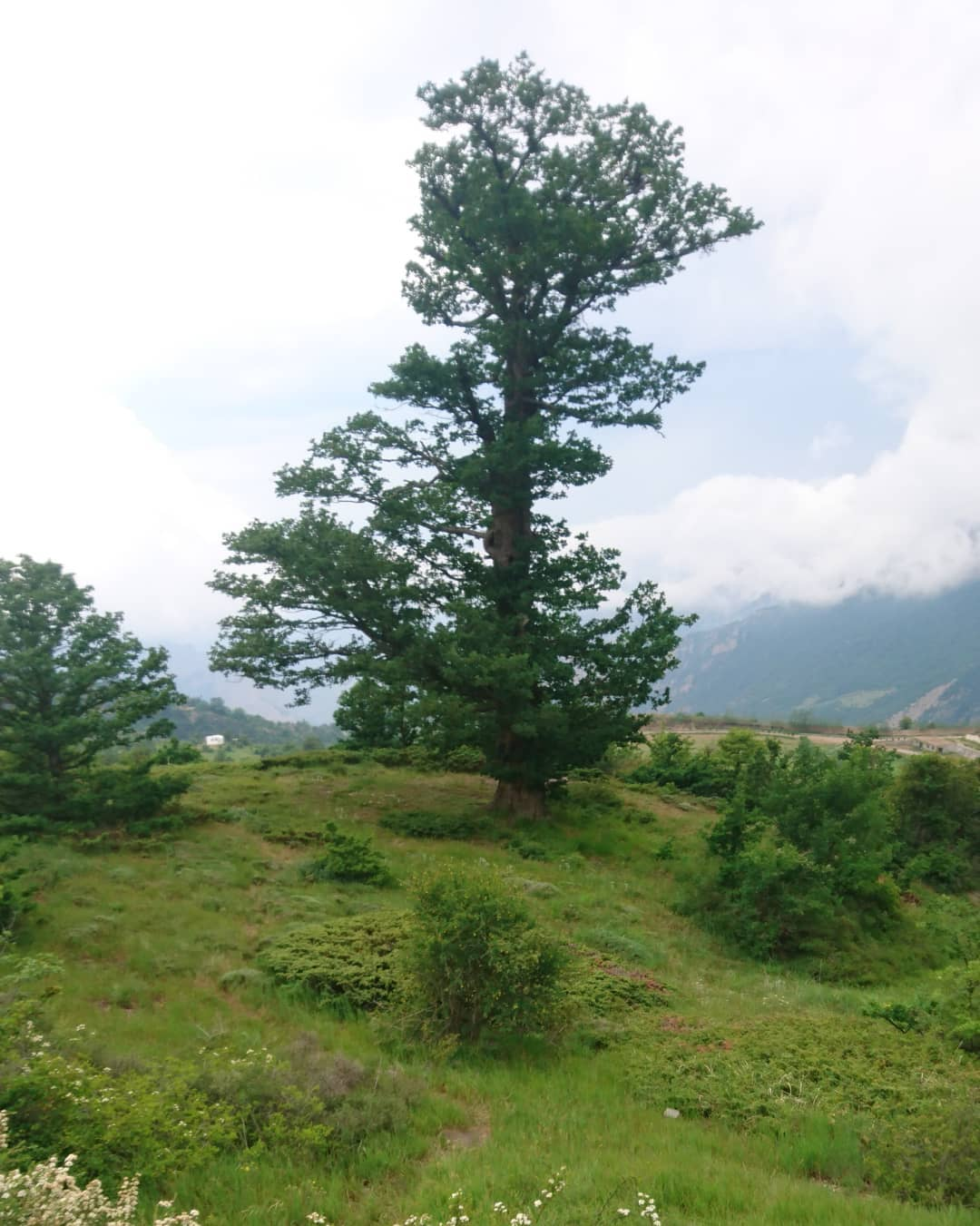
جنگل رودبارک مهدی شهر

</gallery>